# Максимовка (Черкасская область)
Максимовка (укр. Максимівка) — село в Уманском районе Черкасской области Украины.
Почтовый индекс — 20345. Телефонный код — 4744.

## Население
Население по переписи 2001 года составляло 465 человек.

### Языковой состав
Родной язык населения по данным переписи 2001 года:
| Язык       | Численность, чел. | Доля     |
| ---------- | ----------------- | -------- |
| Украинский | 456               | 98,06 %  |
| Русский    | 8                 | 1,72 %   |
| Другое     | 1                 | 0,22 %   |
| Итого      | 465               | 100,00 % |

## Местный совет
20345, Черкасская обл., Уманский р-н, с. Максимовка, ул. Петровского, 6